# Bassin de la Souleuvre
Bassin de la Souleuvre este o arie protejată (sit de importanță comunitară — SCI) din Franța întinsă pe o suprafață de 5.634 ha, integral pe uscat.

## Localizare
Centrul sitului Bassin de la Souleuvre este situat la coordonatele 48°57′20″N 0°49′45″W / 48.95556°N 0.82917°V.

## Înființare
Situl Bassin de la Souleuvre a fost declarat arie specială de conservare în baza directivei 92/43 din 1992 referitoare la conservarea habitatelor naturale și a faunei și florei sălbatice pentru a proteja 8 specii de animale.

## Biodiversitate
Situată în ecoregiunea atlantică, aria protejată nu include niciun habitat protejat.
La baza desemnării sitului se află mai multe specii protejate:
- mamifere (1): vidră de râu (Lutra lutra)
- nevertebrate (3): Austropotamobius pallipes, Euplagia quadripunctaria, rădașcă (Lucanus cervus)
- pești (4): zglăvoacă (Cottus gobio), Cottus perifretum, cicar (Lampetra planeri), somonul (Salmo salar)

Pe lângă speciile protejate, pe teritoriul sitului au mai fost identificate 1 specie de păsări.